# Philosophie romantique

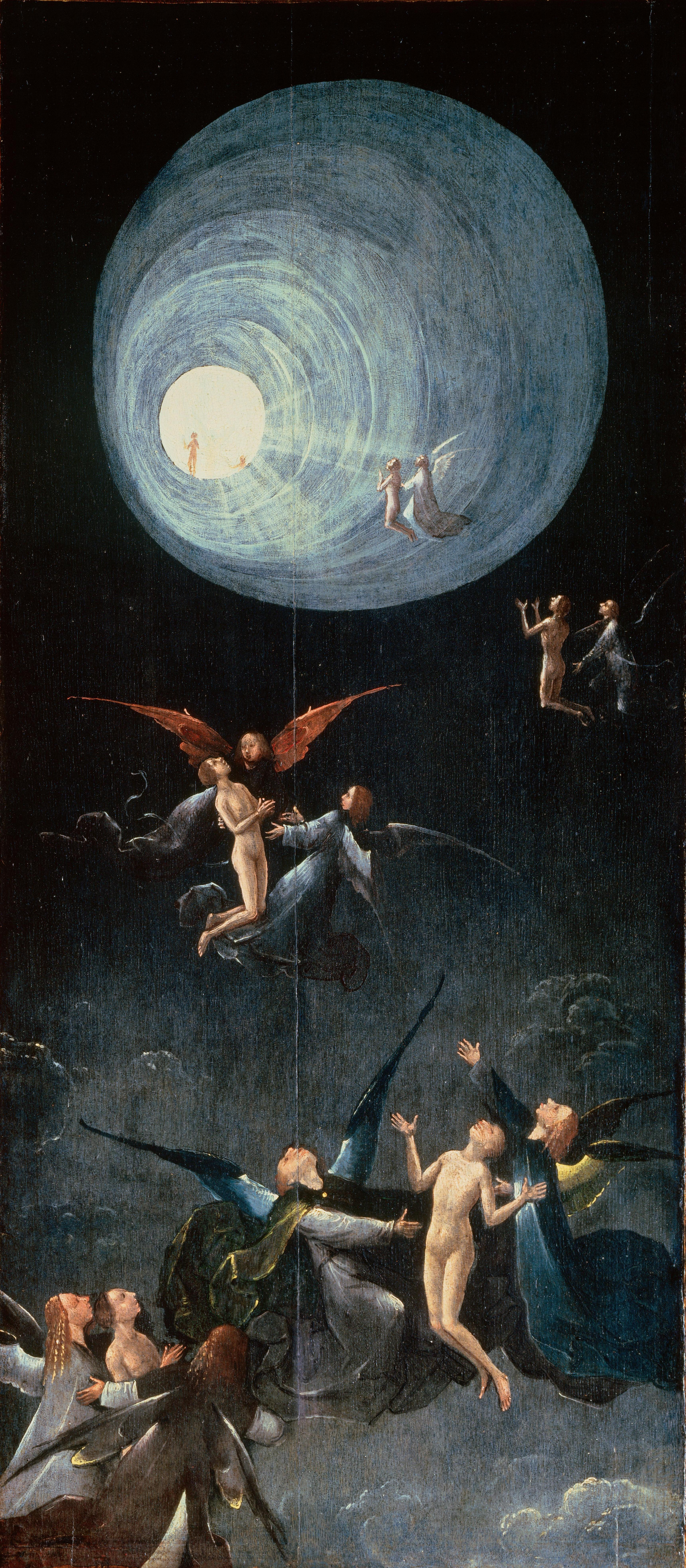
Seule la connaissance de soi, cette descente aux enfers, nous ouvre la voie de la divinisation. ― Johann Georg Hamann.

La philosophie romantique, ou romantisme philosophique, est un courant de pensée qui apparaît à la fin du XVIIIe siècle en relation avec le romantisme allemand. Ce mouvement, à la fois culturel, intellectuel et religieux, vise à saisir la réalité à l'intérieur des formes artistiques et symboliques d'expression. À l'encontre du rationalisme, la philosophie romantique valorise la sensibilité et l'imagination, considérées comme d'authentiques approches de la vérité. Elle s'appuie essentiellement sur la méthode dite « analogique » et développe une pensée symbolique, recherchant la signification profonde des choses et des activités humaines dans le fond inconscient et irrationnel de l'esprit. 
Les philosophes romantiques postulent une unité d'essence entre l'esprit de l'homme et la nature, soutenant que l'homme et la nature font cause commune dans le développement graduel d'une seule et unique réalité : l'« Être » ou la « Vie ». Ils tentent de retrouver dans le tréfonds de l'esprit humain les traces de cette unité, fondée d'après eux sur l'« alliance première » ou l'« union originelle » entre l'homme et la totalité dans laquelle il réside. Travaillant à la « réintégration » de l'humanité dans le « Tout », ou le divin, ils élaborent une pensée à caractère ésotérique qui doit permettre de restaurer les liens originels qui existaient entre l'homme et le monde avant leur corruption.
On parle de « révolution romantique » en philosophie pour désigner le renouvellement de la réflexion philosophique qui a eu cours en Europe, principalement en Allemagne, à la suite de la naissance du romantisme artistique. En plaçant l'art, et la poésie en particulier, au cœur même de la philosophie, le romantisme en a fait le paradigme de l'activité intellectuelle et spirituelle, mais il a également étendu leur règne jusqu'aux sciences de la nature. Les romantiques considèrent la nature comme une œuvre d'art à part entière, comme un poème chargé de significations cachées à décrypter. 

## Aperçu historique

### L'origine philosophique du romantisme

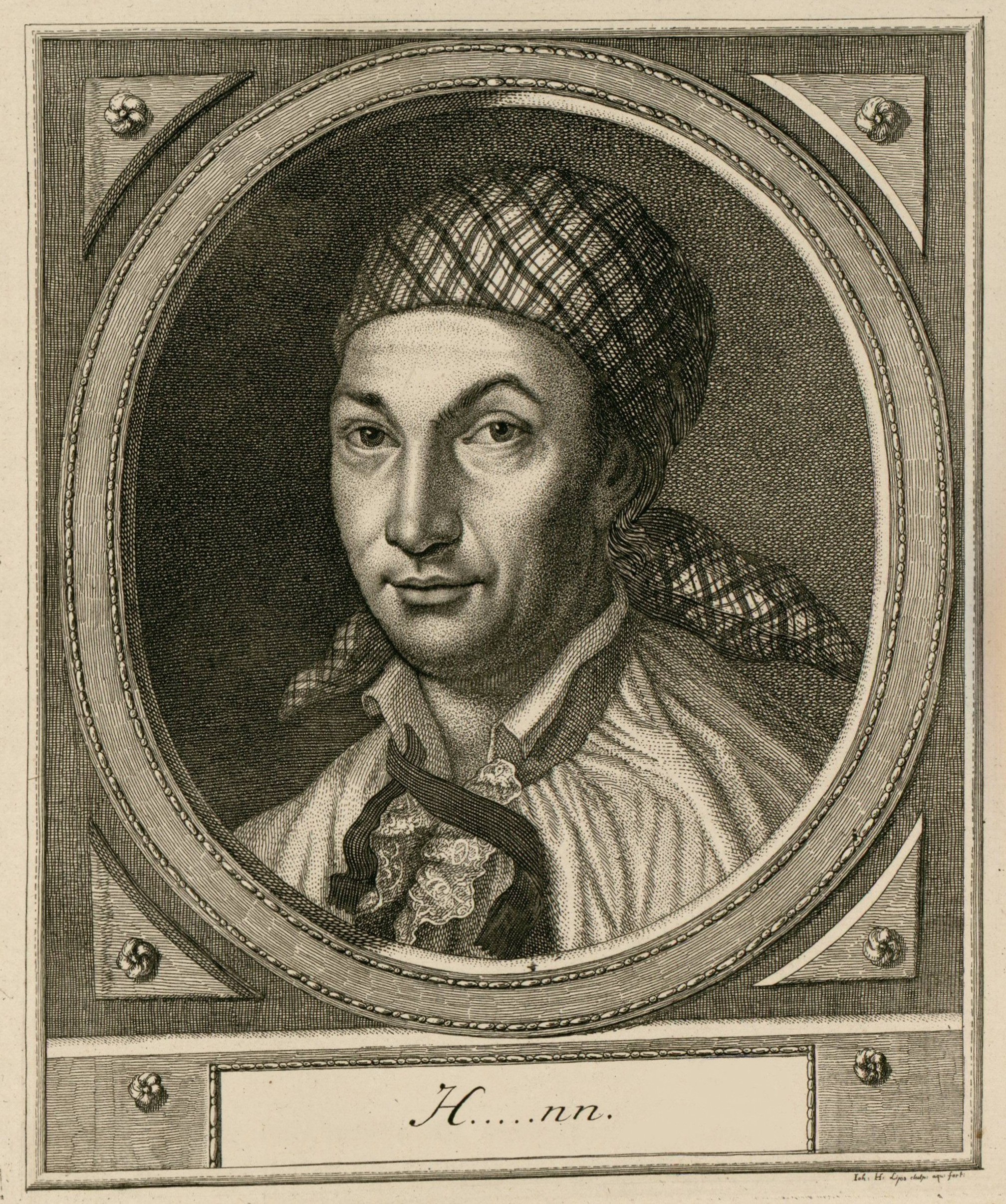
Johann Georg Hamann, dit « le Mage du Nord », précurseur du romantisme « mystique ».

Divers courants philosophiques et spirituels ont préparé l'éclosion du romantisme philosophique à la fin du XVIIIe siècle. Le néoplatonisme de la Renaissance italienne et allemande avait déjà introduit quelques-unes des idées fondamentales qui seront communes à la plupart des philosophes romantiques. Des savants plus ou moins ésotériques tels que Cornelius Agrippa, Paracelse, Kepler, Jean-Baptiste Van Helmont, Jakob Böhme, des philosophes de tradition néoplatonicienne tels que Nicolas de Cues ou Giordano Bruno, ont affirmé que l'univers était un être vivant pourvu d'une âme. Une identité essentielle relie dans cette tradition tous les êtres particuliers, qui ne sont que des émanations du Tout. Toutes les manifestations de la vie sont régies par une relation d'universelle « sympathie » qui explique la croyance de la plupart des penseurs de la Renaissance à la magie. 
À ces idées viennent s'ajouter plus tard, aux XVIIe et XVIIIe siècles, certains mythes destinés à expliquer l’origine du Mal, dont le principal est celui de la chute originelle, qui sera repris par les philosophes romantiques par l'intermédiaire du philosophe et théosophe Louis-Claude de Saint-Martin. Celui-ci considère que la matière est née de la Chute, et que si l'homme parvient à redescendre en lui, au fond de son esprit, jusqu'à pouvoir s'emparer à nouveau des germes de l'unité originelle qui y couvent, il effectuera sa propre réintégration en Dieu, réintégrant du même coup la création entière. C'est par cette voie introspective seulement que la nature elle-même pourra être « sauvée ». 
Influencé par les idées de Saint-Martin, Johann Georg Hamann, le « Mage du Nord », voit dans la Chute la raison de la division actuelle de l'homme et de la nature, mais aussi du fait que la nature n'est plus pour nous qu'un « poème en désordre » (disjecta membra poetae). Il revient d'après lui au savant d'en rassembler les fragments épars, au philosophe de les expliquer, au poète seul d'en reconstituer l'unité. Nul autre que le poète ne peut, selon Hamann, retrouver la « langue angélique », discours parfait où le symbole visible et la réalité qu'il exprime se confondent. L'imagination poétique devient dès lors l'activité spirituelle la plus élevée et la plus profonde à la fois, et la nature, un ensemble de significations cachées à redécouvrir par cette voie. 

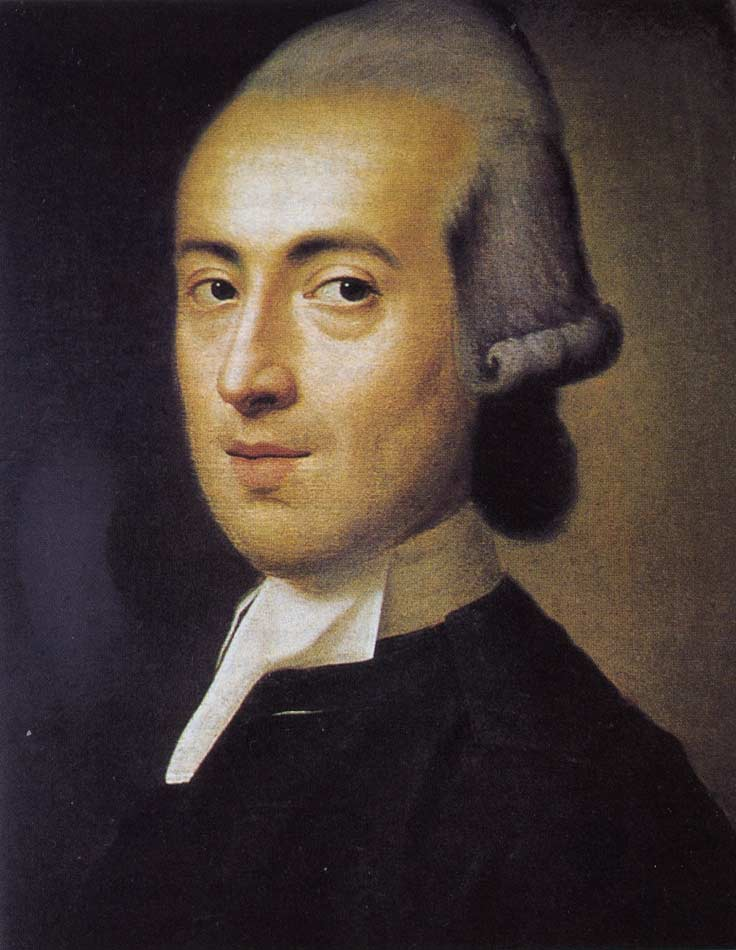
Johann Gottfried von Herder en 1775, par Johann Ludwig Strecker.

C'est à Hamann que le philosophe préromantique Johann Gottfried von Herder emprunte l'idée de « symbolisme universel » (le monde est un ensemble de significations symboliques) et celle de l'organisme cosmique. La contribution la plus originale de Herder à l'émergence du romantisme philosophique réside dans sa conception dynamique et vitaliste de la nature. Il introduit l'idée de progrès continue et d'évolution au sein même de la nature, qu'il considère être habitée par un « principe de vie » et une « force dynamique ». Il affirme en outre que la raison est insuffisante à saisir la nature parce que celle-ci est proprement vivante.
La conception romantique du monde ne prend cependant toute sa signification que si on la replace dans le cadre du questionnement philosophique de la fin du XVIIIe en Allemagne. La philosophie critique de Kant semblait alors avoir définitivement discrédité le discours métaphysique et sa prétention à atteindre l'Absolu, ou la chose en soi. Le discours philosophique se voyait ainsi interdire la possibilité de présenter l'Être dans sa vérité et était condamné à ne fournir que les conditions a priori du monde phénoménal. La grande innovation théorique du romantisme réside justement dans l'affirmation que ce qui est interdit à la philosophie – la « présentification » ou révélation de l'Être dans sa vérité essentielle – constitue la définition même de l'art. Ce qui était impossible à réaliser dans le champ de la philosophie en raison de sa discursivité logique devient alors possible à atteindre dans l'art en vertu de son mode de présentation symbolique, par lequel l'Être s'intuitionne esthétiquement. Cette révélation de l'Être au sein de la représentation artistique doit nous faire redécouvrir l'unité profonde de l'esprit et de la nature, du sujet et de l'objet, de l'essence et du phénomène. Aussi l'ontologie romantique se confond-elle désormais avec une « philosophie esthétique » dont l'ambition est proprement métaphysique.

### La question de l'unité du romantisme
Il existe un débat concernant la possibilité de dégager quelques traits communs permettant de parler de l'unité du romantisme. Ce débat s'est concentré principalement autour du romantisme littéraire, mais ses enjeux valent aussi pour le romantisme philosophique. Le philosophe et historien des idées Arthur Lovejoy a été l'un des défenseurs les plus ardents de la diversité irréductible des « romantismes », insistant sur la diversité des pratiques artistiques. À l'inverse, le critique littéraire René Wellek a dédendu la thèse de l'unité fondamentale du romantisme, introduisant l'idée aujourd'hui communément admise que la question de l'unité ne devait pas être posée au niveau des pratiques artistiques, mais à propos des conceptions théoriques ou philosophiques sous-jacentes. Il semble en effet possible de montrer que les conceptions théoriques fondamentales sont les mêmes pour tous les mouvements romantiques. La raison en serait principalement historique : les thèses essentielles du romantisme découleraient toutes d'une matrice commune qui ne serait autre que le romantisme d'Iéna, mouvement artistique et intellectuel qui a émergé en 1795 environ à l'université d'Iéna, et dont les représentants les plus connus sont les frères Friedrich et August Wilhelm Schlegel, Novalis et le philosophe Friedrich Schelling, autour duquel s'est également constitué le « cercle d'Iéna ». Ce groupe d'intellectuels a tenté de développer à ce moment-là une véritable philosophie romantique de la nature (Naturphilosophie). Leurs idées se seraient répandues alors par différentes voies. En Angleterre, par exemple, elles ont été reprises par Samuel Taylor Coleridge par l'intermédiaire de Schelling ; en France, Germaine de Staël a largement contribué à la popularisation des idées des frères Schlegel.

### LeSturm und Dranget les trois périodes du romantisme allemand

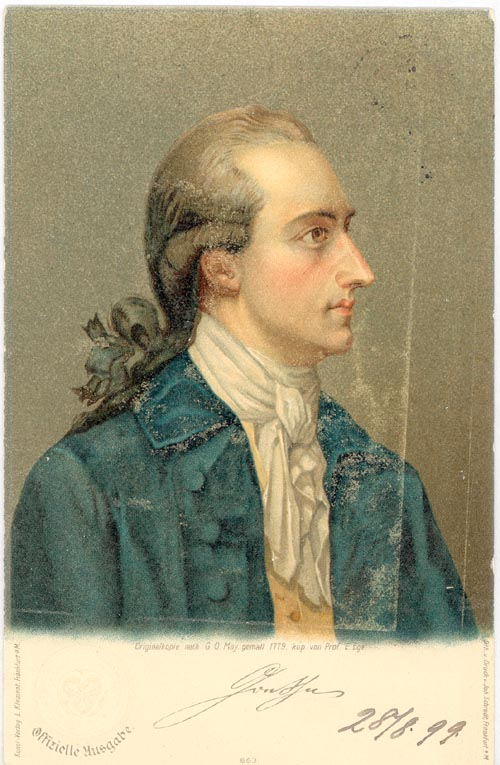
Goethe en 1779 à l'âge de 30 ans.

Le romantisme apparaît d'abord en Allemagne comme un ferment culturel, un type de sensibilité caractéristique de l'époque, incarné par les deux grands poètes et philosophes que sont Johann Herder et Goethe. Entre les années 1770 et 1780, le Sturm und Drang (« Tempête et Élan »), qui désigne initialement le titre d'un drame de Friedrich Maximilian Klinger, en est l'expression la plus radicale. Il s'agit d'un mouvement littéraire avant-coureur du grand élan romantique qui débutera une vingtaine d'années plus tard. L'art y est compris comme un langage et l'on exige de tout art qu'il soit poétique, c'est-à-dire qu'il mette en avant une signification symbolique. Ce mouvement est associé à une attitude d'exaltation de la liberté et de la spontanéité, ainsi qu'à une révolte contre l'autorité, les conventions sociales et les impératifs moraux. Il n’atteint toutefois qu'un nombre limité d'individus, dont les plus représentatifs sont des écrivains en marge de la société allemande, tels que les dramaturges Jakob Lenz et Heinrich Leopold Wagner, ou le poète Friedrich Gottlieb Klopstock. Le philosophe et théologien mystique Johann Georg Hamann, dont l'influence sur la pensée allemande, bien que souterraine, sera déterminante, est parfois considéré comme le prophète de ce mouvement, mais il semble qu'il n'y ait jamais directement participé.
Après la vague préromantique du Sturm und Drang, l'influence du mouvement incarné par Herder, Goethe et Schiller continue de s'étendre jusqu'à la fin du XVIIIe siècle. Goethe et Schiller, qui avaient accompagné le Sturm und Drang sans vraiment en faire partie, forment rapidement une nouvelle école, critique à l'égard de cette première mouvance. C'est durant les années 1790 que cette école philosophique voit le jour. Il est convenu de distinguer dès lors trois périodes au sein du romantisme philosophique allemand proprement dit : 

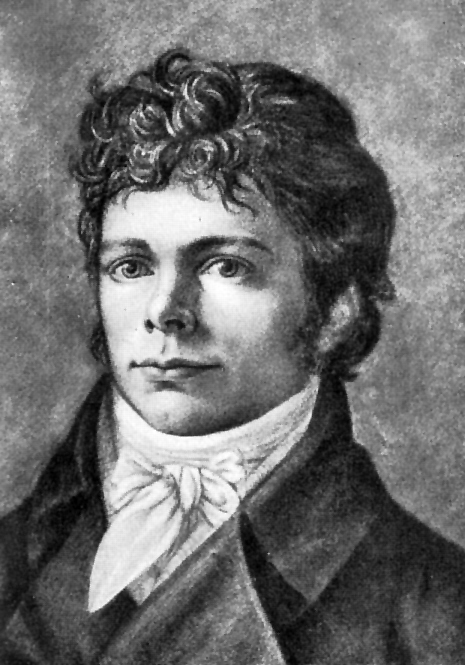
Le jeune Schelling vers 1800.

1. La première période, entre 1797 et 1802, la plus courte mais la plus innovante, est celle du « premier romantisme » (Frühromantik), appelé aussi « romantisme d'Iéna » du fait qu'il se constitue essentiellement au sein de l'université d'Iéna. Il regroupe les frères Schlegel et les rédacteurs de la revue Athenäum, dont Caroline Michaëlis épouse d'Auguste Schlegel, Dorothea Veit, Amalie et Ludwig Tieck, Novalis et Schelling. Ce dernier rassemble autour de lui ses disciples et forme le « cercle d'Iéna ».
2. La seconde période, entre 1803 et 1815, est communément appelée « romantisme de Heidelberg », et a pour principaux représentants le romancier Achim von Arnim, le poète Clemens Brentano ainsi que sa sœur, Bettina Brentano, le publiciste Joseph Görres, le mythologue et helléniste Georg Friedrich Creuzer, les frères Grimm, le juriste et théoricien du droit Friedrich Carl von Savigny, la poétesse Karoline von Günderode. Ce mouvement, contemporain de la domination puis de la défaite napoléonienne, se caractérise le plus souvent par de fortes revendications nationales de nature littéraire, philosophique, juridique, politique et religieuse. Il contribue à restituer les contes et les légendes allemands en leur conférant une portée politique et civilisationnelle.
3. La troisième période, entre 1815 (défaite de Napoléon) et les années 1830, dite du « romantisme tardif », est celle de l'engagement romantique en politique, le plus souvent nationaliste et en opposition face aux mouvements progressistes. Elle est également celle des développements de la philosophie de la nature et de la psychologie romantique.

## Traits caractéristiques
Bien qu'elles ne soient pas toujours explicitées comme telles, les philosophes romantiques adhèrent à certaines thèses communes, dont on peut relever les suivantes :
- l'organicisme : l'ensemble du monde est pensé sur le modèle de l'organisme vivant ;
- le monisme ou le holisme : il y a une unité profonde du monde en vertu de laquelle chaque chose entre en communication avec les autres, et y renvoie par sa signification ;
- le symbolisme universel  : la nature tout entière a une signification cachée que seule la pensée symbolique peut décrypter ;
- l'esthétisme : l'art doit remplacer la philosophie classique en tant qu'activité de connaissance de l'être, car l'art seul peut en saisir la signification et l'unité profondes ;
- la valorisation de l'imagination, qui recrée dans la sphère poétique (ou transfigure) les éléments qu'elle emprunte au monde extérieur ;
- la lutte contre le classicisme, les romantiques lui opposant une conception historique et culturaliste de l'art.

### L'organicisme

#### La vision organiciste et la conception mécaniste
La vision du monde romantique est organiciste au sens où elle interprète l'univers entier comme un organisme vivant. Elle oppose la forme organique qui est celle de la nature, à la forme mécanique, produit artificiel dérivé de l'homme. Contrairement aux machines mécaniques, l'organisme est défini par son autonomie, son autotélie (sa finalité réside dans sa propre réalisation) et par son unité systématique (unité du tout mais diversité de ses parties). La nature est un organisme animé qui cherche à se réaliser dans l'unité, non plus une mécanique aveugle décomposable en ses divers éléments. Pour le penseur romantique, le prototype de l'organisme ne se trouve pas dans les formes solides de la géométrie mais dans le dynamisme et la fluidité des transformations associées à la croissance ou à la dégénérescence. 
Le paradigme romantique de l'organisme s'applique bien sûr à la biologie, à la médecine et aux autres sciences de la nature, mais aussi à l'histoire, à l'étude des peuples et des sociétés, à l'art, ainsi qu'à toutes les activités humaines. À l'opposé de la conception mécaniste du monde physique qui conduit à séparer les sciences de la nature et celles de l'esprit, la vision organiciste du monde prétend montrer les liens profonds et étroits qui existent entre les différentes disciplines humaines, des plus techniques aux plus créatives, justifiant ainsi la recherche d'une philosophie générale, sans spécialisations ni spécialistes, qui comprend tous les champs du savoir et toutes les approches artistiques.

#### Une pensée «végétative»

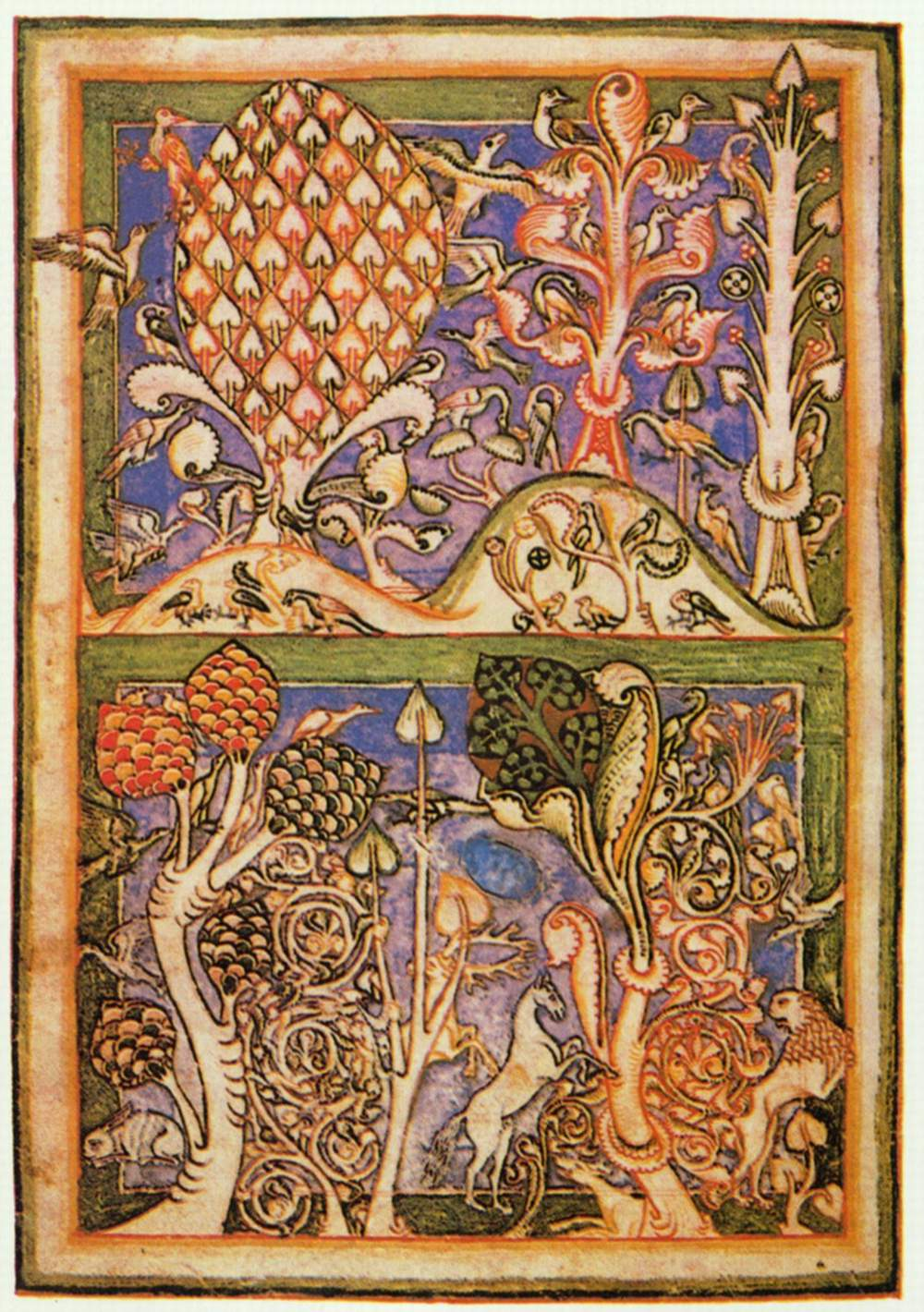
L'arbre nourricier, foisonnant de vie, est un motif courant de l'art médiéval dont on retrouve le thème dans la Bible.

L'une des catégories fondamentales de la pensée organiciste est celle de l'arbre. L'image de l'arbre fournit d'abord un schéma explicatif du dynamisme du monde en termes de germination et de déploiement dans l'espace, qui permet de parler d'un « arbre généalogique » dans la production historique. Symbole de la vie, l'arbre se substitue à l'horloge, emblème du mode de pensée mécaniste, qui ne voit dans l'univers qu'un ensemble d'éléments matériels agencés par les soins d'un technicien supérieur. Friedrich Schlegel, l'un des principaux représentants du courant romantique en philosophie, a développé ce thème du végétal dans un cours sur La philosophie de la Vie, publié en 1828. La nature, créée par Dieu, n'est pas selon lui le résultat final d'une action transcendante, mais elle procède du développement d'une force immanente. À la science « superficielle » qui identifie le Créateur au mécanicien ingénieux d'une grande horloge, Schlegel oppose l'image du jardinier omniscient « qui a lui-même créé les arbres et les fleurs qu'il plante, et qui a lui-même suscité dans ce but la bonne terre, l'air du printemps, la rosée et la pluie ainsi que la lumière. ». 
Pour le philosophe et historien des sciences Alexandre Koyré, la philosophie romantique peut en ce sens être décrite comme une pensée « végétative » qui « opère très volontiers avec des catégories, ou mieux avec des images, organicistes et surtout botaniques. » Il ajoute qu'on y parle « de développement, de croissance, de racines », qu'on y oppose « les institutions formées par une croissance naturelle (natürlich gewachsen) à celles qui sont artificiellement fabriquées (künstich gemacht), c'est-à-dire qu'on oppose l'action inconsciente et instinctive des sociétés humaines à leur action consciente et délibérée, les traditions aux innovations, etc. » Le paradigme végétal s'applique même là où la présence de la vie n'est pas évidente. Charles Nodier, écrivain romantique français, décrit par exemple la croissance des cristaux à partir des germes de vie contenus dans la matière minérale.

#### L'organicisme dans l'art
C'est comme organisme que l’œuvre d'art elle-même est conçue par les romantiques. Le romantisme postule en effet une unité d'essence entre la production artistique et la nature, de sorte que l'organicité attribuable à celle-ci l'est aussi à l’œuvre d'art.
La forme organique structure dans cette perspective la représentation esthétique que nous avons du monde. Elle intervient dans la création, qui n'est au fond qu'une reproduction spontanée du dynamisme vital immanent de l'univers. Un texte littéraire est pensé en ce sens comme un monde parfait caractérisé à la fois par son organisation interne et par le fait qu'il n'est régi par aucune finalité externe (référentielle, éthique, etc.). Mais l'artiste n'est pas pour autant considéré comme un témoin passif de la germination de ses œuvres, qui naîtraient en lui à son insu. Si l'œuvre est bien le fruit d'une forme organique autonome, l'existence de l'artiste est aussi l'expression d'une croissance vitale qui manifeste le dynamisme biologique de l'univers. L'art lui-même n'est plus défini comme une activité artificielle propre à l'homme ; au contraire, il devient l'expression en l'homme de l'activité invisible de la nature.

#### L'organicisme politique

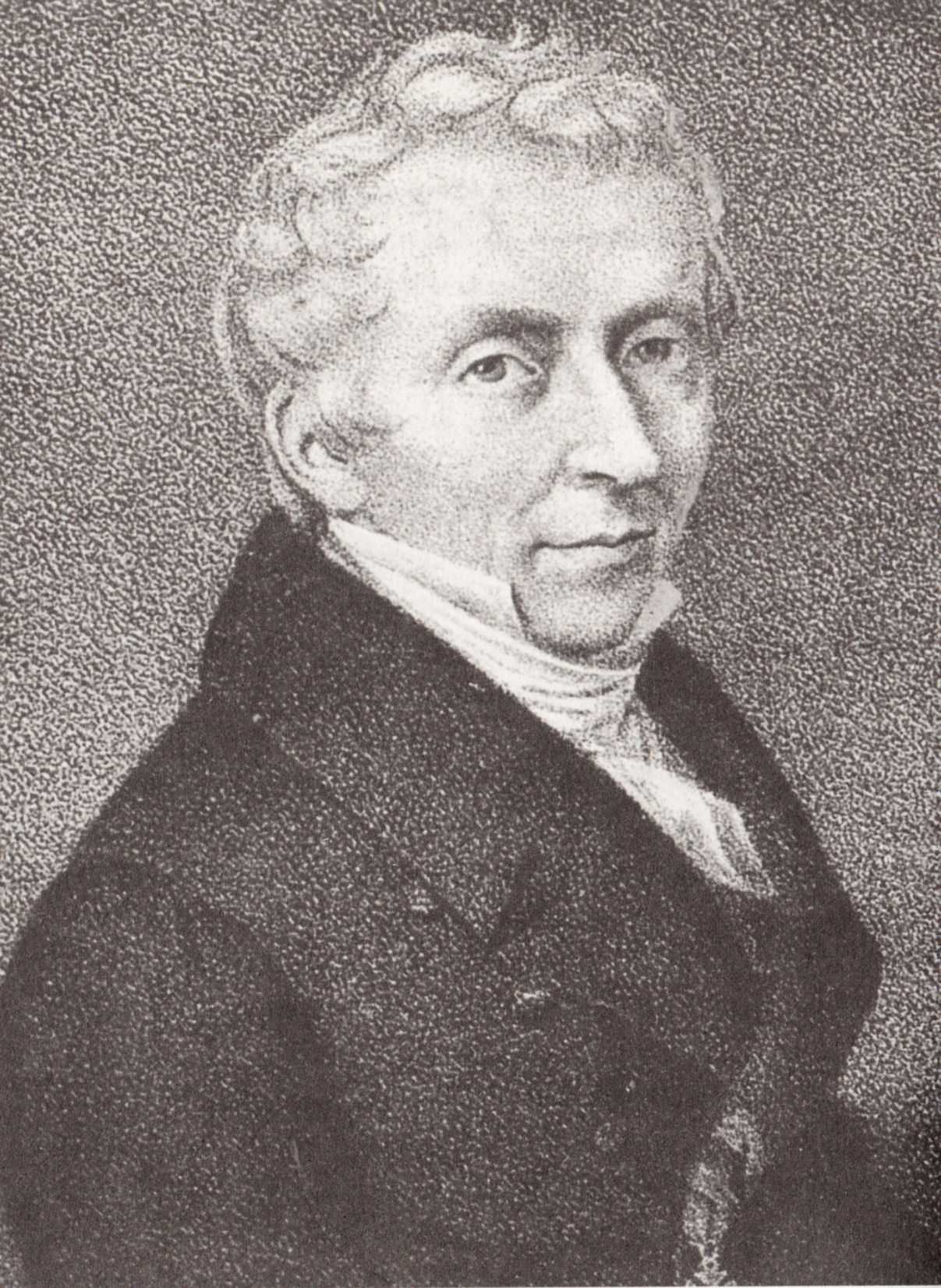
Adam Heinrich Müller vers 1810.

L'affirmation première de la plupart des philosophies politiques du romantisme allemand est celle de l'État « organique », relevant ainsi de ce que l'on nomme parfois l' « organicisme politique ». L'État y est identifié à une totalité organisée et vivante. Cette vision organique de l’État s'oppose à la conception utilitariste et contractualiste qui le présente comme un artifice instrumental mis au service des membres de la société et relevant d'un savoir-faire technique en politique. Adam Müller, auteur en 1809 des Éléments de l'art politique, conçoit en un sens typiquement romantique la vitalité politique dans un rapport étroit avec la vie du monde naturel envisagé lui-même comme un organisme supérieur. Il dénonce les trois positions majeures des théoriciens modernes du contrat social, qu'il nomme les « trois erreurs capitales de la science politique moderne » :
1. L'homme est un sujet libre, indépendant de toute détermination extérieure, y compris de l'ensemble politique
2. L'homme est un sujet qui peut et doit se penser et se construire en dehors de tout déterminisme historique, dont il doit être l'acteur plutôt que le produit
3. L’État, comme tous les produits de l'art humain, est un instrument artificiel destiné à l'utilité des citoyens.

À ces trois erreurs, Müller oppose ses trois « vérités » :
1. le naturalisme social : la société, ou la « nation », est un organisme supérieur, un être à part entière doté d'un esprit (« l'esprit du peuple ») ; l'essence de l'homme est constituée par les liens sociaux, culturels et historiques dont il ne pourrait se défaire sans se dénaturer et s'aliéner
2. l'historicisme et le relativisme des valeurs : les droits et les devoirs de l'homme découlent de sa participation à une certaine société en un temps de l'histoire donné ; il n'y a pas de droits universels définitivement établis, et les valeurs sont toujours celles d'une civilisation particulière
3. le naturalisme politique : « l'État n'est pas une organisation artificielle ; il n'est pas une invention des hommes destinée à l'utilité ou au plaisir de la vie des citoyens […] Il est fondé sur la nature humaine »[16] et constitue l'organe principal de toute société ou nation.

De son côté, dans un essai en douze livres paru en 1805 et intitulé L'évolution de la philosophie, Friedrich Schlegel réactualise la conception organiciste traditionnelle de la société européenne en trois ordres : les agriculteurs et les artisans, le clergé et les savants, la noblesse militaire, dont l'articulation renvoie à la stabilité supposée de la société médiévale, jugée supérieure de ce point de vue à la société moderne.

### L'Unité et le Tout

#### La vie du Tout

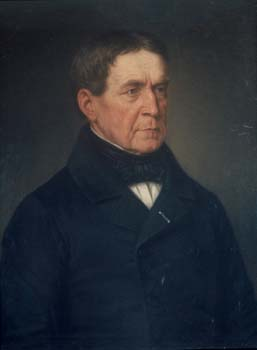
Franz Xaver von Baader, philosophe mystique et « physicien romantique », exercera avec Johann W. Ritter une influence déterminante sur la Naturphilosophie.

Dans la philosophie romantique, la nature est pensée comme une Unité vivante fondamentale dont la multiplicité n'est qu'apparente et superficielle. Cette multiplicité apparente, c'est celle des individus séparés, mais ce que l'individu possède de réalité et de vie, il le doit à sa participation à un ensemble unifié qui est celui de la vie du Tout. 
 « Seul le Tout (ou l'Absolu) vit – déclare Franz von Baader – chaque individu ne vit qu'en proportion de sa proximité au Tout, donc pour autant qu'une ek-stase l'enlève à son individualité. »
La vie totale est ainsi la seule réalité vivante. Et puisque le monde inorganique, sans vie, est la conséquence d'une vision parcellaire et illusoire du monde, la vie totale est aussi la seule réalité qui soit (équivalence entre vie, totalité et réalité). La vie contient en elle-même un principe d'organicité qui explique aussi bien l'Unité primordiale de l'Être (fondement du réel) que la multiplicité des êtres considérés séparément du Tout.
Intuitionnée dans le temps, la nature apparaît alors comme un cycle infini où toute entité individuelle naît et meurt, et n'a de sens que par sa subordination à l'ensemble. Appréhendée dans l'espace, la nature embrasse tous les phénomènes, dont chacun d'eux n'est qu'un reflet ou une manifestation de la vie totale. Par ailleurs, sous l'influence des théories sur l'électricité animale, les physiciens romantiques vont identifier la vie à une sorte de circuit cosmique, où, comme l'affirme Johann Ritter, « les organismes individuels ne sont que des points d'arrêt qui interrompent le courant pour l'intensifier ». Dans ce grand système dynamique, la naissance et la mort sont les termes extrêmes d'un « travail continu d'assimilation et de désassimilation » qui rétablit sans cesse « le circuit interrompu et draine le courant. » Il n'y a ainsi pas de mort véritable, la mort n'étant que le passage de la vie d'un être à un autre considérés du point de vue limité et illusoire de l'individu.

#### L'union mystique
La perception romantique de l'unité du monde s'applique bien sûr au monde extérieur, mais elle a sa source dans une expérience tout intérieure et proprement religieuse. Ce point de départ est celui des mystiques de tous les temps et de toutes les écoles, pour qui la donnée primitive est l'unité divine, d'où ils se sentent exclus et où ils aspirent à rentrer par la voie de « l'union mystique ». Cette union se manifeste sous les formes diverses de l'extase supérieure des mystiques ou, à l'autre pôle de l'esprit, dans le rêve profond et l'exploration de l'inconscient.
Les penseurs romantiques, à la fois naturalistes et mystiques, cherchent à expliquer le processus même du devenir cosmique comme la voie du retour à l'unité perdue, et ils recourent, pour y parvenir, à des mythes qui tous s'inspirent de l'idée de chute originelle. Reprenant les thèmes de Hamann et des mythes occultistes, ils accordent même à l'homme un pouvoir sur le devenir de la Nature, rappelant que l'histoire du monde a commencé par un âge d'or où l'homme disposa de pouvoirs magiques bien plus étendus que ceux dont il dispose actuellement. S'il parvient à nouveau par ses sciences et ses arts magiques à accéder au divin, alors il sera à nouveau le « roi » qu'il fût à l'origine. 
D'après les romantiques, c'est en se sauvant ainsi lui-même par l'union mystique que l'homme devient l'agent de la réintégration de toutes les choses, le « rédempteur » de la Nature.

#### La chute originelle et l'unité retrouvée

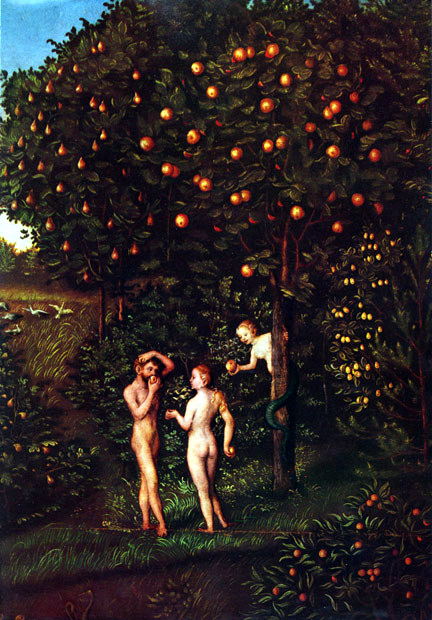
Le péché originel d'après Lucas Cranach, réalisé en 1530.

Pour le penseur romantique, l'existence séparée est un mal qui a sa source dans une erreur fondamentale, une faute primordiale ou un péché originel, qui a détruit l'harmonie première, et qui, d'après Franz von Baader par exemple, explique l'état « violent » dans lequel se trouve actuellement la nature, et la lutte qui s'y exerce entre des tendances contraires. Le mythe de la Chute devient alors un élément central de la philosophie romantique. Non seulement l'histoire de l'humanité dans son ensemble et celle de notre vie individuelle, mais l'histoire des espèces animales et de la nature entière s'explique dans le cadre de ce mythe : en chaque chose vit secrètement un germe de l'unité perdue et future, en même temps qu'un principe d'individuation et de séparation. Mais comme l'unité seule est réelle, la marche de la vie vers la réintégration est inévitable. L'histoire et le devenir universels ne représentent donc qu'un état intermédiaire entre l'unité originelle et l'unité retrouvée. 
Ce germe de l'unité originelle est présent en l'homme plus qu'en aucun autre type d'être, tout particulièrement au fond de son esprit où réside son inconscient. Aussi doit-il descendre en lui afin d'y retrouver les vestiges qui, dans l'amour, le langage, la poésie, dans toutes les images de l'inconscient et dans les mythes et les symboles, peuvent lui rappeler encore ses origines où il ne faisait qu'Un avec la nature et Dieu. L'homme doit également redécouvrir dans la nature elle-même tout ce qui éveille dans son esprit l'image d'une ressemblance entre elle et lui, le conduisant par cette voie à l'idée d'une identité profonde entre son microcosme (univers intérieur) et le macrocosme. Par toutes sortes d'analogies, le penseur romantique cherche ainsi dans la nature et en lui les signes de l'unité perdue.

### Le sens universel et la pensée symbolique

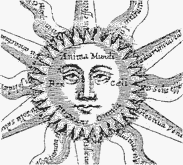
Source de lumière chez les romantiques, l'Absolu est souvent symbolisé par le Soleil, astre divin d'où émanerait l'« âme du monde ».

Les philosophes romantiques tentent de rejoindre, par-delà la multiplicité des apparences, l'unité profonde de l'Être. Si, pour eux, la poésie ou les mathématiques, l'imagination spontanée ou l'introspection, ont une valeur privilégiée, c'est qu'ils voient en elles les divers moyens dont nous disposons pour entrer en communication avec l'univers divin. Toutes ces voies d'accès au divin ont en commun de s'appuyer sur la pensée symbolique et son pouvoir de signification. 
Le pouvoir de signification de la pensée trouve lui-même son origine dans l'existence en l'homme d'un « sens universel ». L'homme-microcosme a commencé par être un organisme parfait, doué d'un seul moyen de perception, que l'on nomme le « sens interne » (apparenté à l'introspection) et qui se confondait avec le sens universel. D'après la thèse occultiste sur laquelle les romantiques s'appuient, ce sens connaissait l'univers par analogie : l'homme, étant encore semblable à la nature harmonieuse, n'avait qu'à se plonger dans la contemplation de soi-même pour atteindre la réalité dont il était le pur reflet. Encore maintenant, ce sens subsiste en nous, à l'état certes fragmentaire ou sous une forme effacée, et c'est jusqu'à lui qu'il faut descendre si nous voulons parvenir à une connaissance vraie. 
Le sens universel est analogue à la force dynamique de l'univers, dont le magnétisme (terrestre ou « animal ») constituait d'après les romantiques l'une des preuves de son existence. Les diverses significations du monde relèvent de ce sens universel présent en nous, et lorsque ces significations ne se laissent pas saisir, il nous faut les redécouvrir au plus profond de notre esprit. C'est donc en nous détournant de notre conscience rationnelle, qui divise et fragmente nos représentations, et en laissant parler notre inconscient, dont le socle est commun avec celui des autres éléments de la nature, que la pensée symbolique se constitue. Il s'agit alors du mode de pensée le plus authentique, le seul qui nous fasse entrapercevoir l'unité véritable du monde.

### L'esthétisme

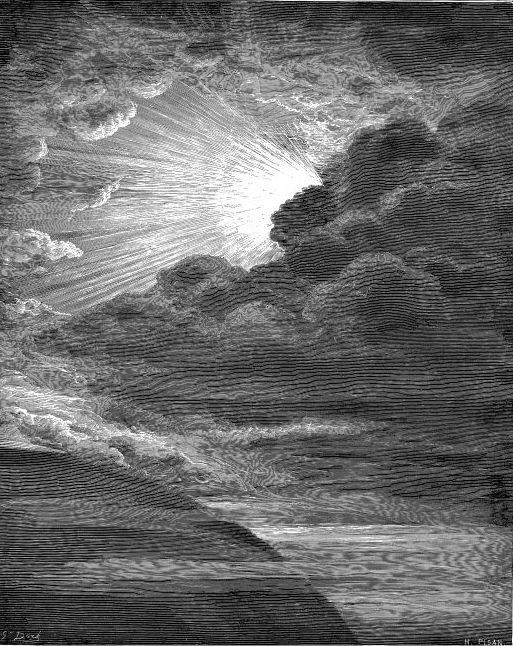
La philosophie romantique réhabilite la notion de mythe et tente d'en saisir la portée symbolique et esthétique, comme avec le mythe de la Création de la Lumière exposé dans la Genèse.

#### Portée de la signification symbolique
Selon le point de vue romantique, l'Absolu ne peut être atteint par une discursivité logique, mais uniquement à travers des significations symboliques.  Celles-ci ont une portée ontologique bien plus grandes que les représentations fragmentaires des sciences empiriques, puisque leur pouvoir d'évocation ne connaît pas de limite. Elles nous permettent d'accéder à l'Infini à partir de l'expérience que nous faisons du monde, en éveillant en nous notre « sens universel ». Le symbole est défini ou interprété dans cette perspective comme la « coalescence » de l'universel et du particulier dans une image :
« Le véritable symbole – affirme ainsi Goethe – est celui où le particulier représente l'universel, non en tant que rêve ou ombre, mais en tant que révélation vivante et instantanée de l'inexplorable. »
L'imagination elle-même est interprétée comme une faculté esthétique qui produit des images chargées de sens. '’œuvre d'art résulte entièrement de l'activité créatrice de l'imagination qui transfigure les éléments qu'elle emprunte au monde extérieur en un sens poétique où se révèle leur signification profonde. La poésie – science et art du symbole – joue un rôle paradigmatique dans cette théorie esthétique, et on exige de tout art qu'il soit poétique, c'est-à-dire qu'il mette en avant une signification symbolique. 

#### La supériorité de l'art
Dans la pensée romantique, l'art et les productions symboliques doivent remplacer la philosophie en tant qu'activité qui a pour tâche de réaliser le rapport à l'Être de l'homme. Le romantisme a pour cette raison été parfois qualifié de « religion de l'art ». Avec Hegel, les romantiques allemands perçoivent et admettent l'autonomisation de l'art vis-à-vis de la religion et de la philosophie, mais à la différence de Hegel, ils ne pensent pas que cette autonomisation signifie la perte de la signification religieuse ou philosophique. Ils y voient plutôt la reconnaissance d'une supériorité de l'art, éminemment de la poésie, sur la religion et la philosophie elles-mêmes, thème que développe les frères Schlegel et Novalis dès la période d'Iéna. Suivant en cela Hamann et Herder, ils considèrent que l'art est l'activité première de l'homme, tant par sa valeur spirituelle que du point de vue historique, en tant qu'activité « primitive », « préhistorique » ou « originaire » (d'avant la chute). 
Concernant la poésie en particulier, Friedrich Schlegel déclare dans un fragment de l'Athenäum (Fragment 131) que « le poète a peu à apprendre du philosophe, lequel a beaucoup à apprendre de lui. » Pour lui comme pour les romantiques allemands dans leur ensemble, la nature extérieure est intimement apparentée à celle, intérieure, de l'esprit humain, et la poésie, au sens de langage originaire, permet de joindre ces deux pôles de l'univers. De ce fait, « la poésie est dotée d'une noblesse plus élevée et elle redevient à la fin ce qu'elle était au début : la préceptrice de l'humanité. Car il n'y a plus de philosophie, plus d'histoire, la poésie seule survivra à toutes les autres sciences et à tous les autres arts. »

#### La poésie comme «genre universel»

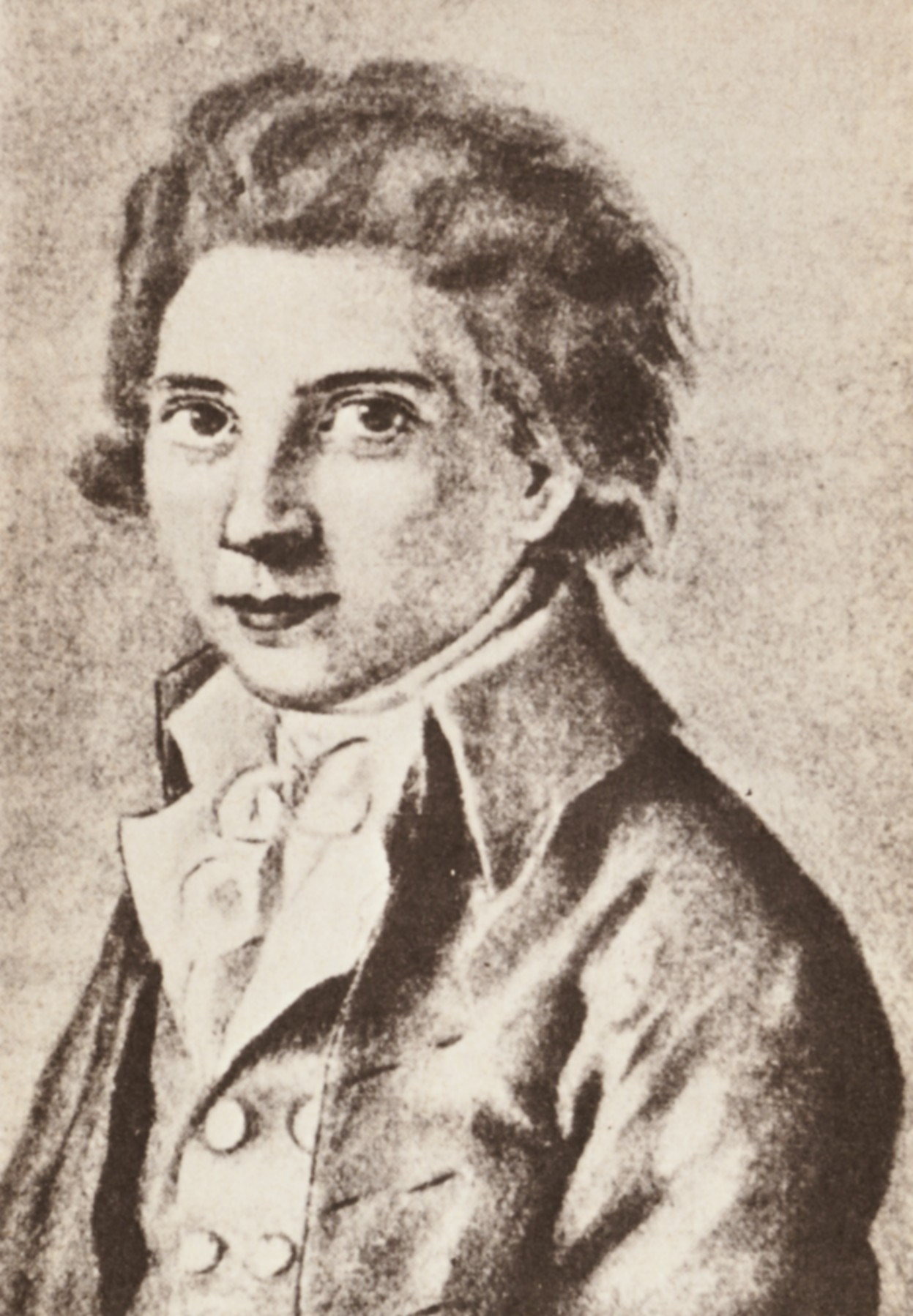
Friedrich Schlegel vers 1790.

L'originalité de la conception romantique de la poésie réside dans le fait qu'elle l'identifie à un « genre universel » qui réunit tous les genres, et qui constitue la véritable philosophie. D'après Friedrich Schlegel quatre traits ressortent de cette unité du poétique et du philosophique : l'universalité recherchée, la progressivité infinie du savoir, le mélange des différents genres, la fusion de la poésie et de la vie. Ce dernier trait concerne le rapport de la poésie avec la vie ordinaire et populaire, à laquelle elle doit se mêler. 
Les expressions « genre romantique » ou « poésie romantique » finissent ainsi par désigner chez Schlegel l'essence même de toute activité poétique. Le romantisme se dote alors d'une signification véritablement universelle, dans laquelle s'abolissent toutes les antinomies antérieures : celle, herdérienne, de l'Antiquité et de la modernité, celle de la prose et du vers, celle de la science et de la poésie. C'est ce qu'exprime Schlegel dans le fragment 116 de l'Athenäum :
« La poésie romantique est une poésie universelle progressive. Elle n'est pas seulement destinée à réunir tous les genres séparés de la poésie et à faire se toucher poésie, philosophie et rhétorique. Elle veut et doit aussi tantôt mêler et tantôt fondre ensemble poésie et prose, génialité et critique, poésie d'art et poésie naturelle, rendre la poésie vivante et sociale, la société et la vie poétiques […]. »
Schlegel insiste en outre sur l'élaboration subjective de la poésie, en tant qu'elle est une exploration des territoires de l'imagination. De son côté, choisissant le chemin inverse qui va de l'intérieur de l'esprit à la nature extérieure, Novalis projette de former un monde poétique autour de lui pour vivre dans la poésie, afin de pénétrer ce qui nous apparaît d'abord extérieur. Il s'agit de rêver le monde dans la totalité de ses aspects naturels et de le comprendre dans sa correspondance harmonique avec l'esprit.

### La valorisation de l'imagination
Selon les romantiques, l'œuvre d'art proprement dite résulte entièrement de l'activité créatrice de l'imagination, qui ne se contente pas de refléter le monde empirique existant (monde des apparences) mais recrée un monde de significations symboliques. Ainsi considérée, l'œuvre artistique abolit le dualisme qui règne dans le monde sensible entre l'intériorité subjective et l'extériorité des objets, se faisant à la fois expression de la subjectivité et manifestation sensible de l'objectivité. Elle révèle dans ses images l'essence unique de l'Être ou de la Vie du monde. Une telle révélation n'est possible que grâce au pouvoir de l'imagination qui, comme l'affirme Charles Baudelaire dans ses réflexions sur L'art philosophique, crée « une magie suggestive contenant à la fois l'objet et le sujet, le monde extérieur à l'artiste et l'artiste lui-même. »
La prévalence de l'imagination dans l'activité philosophique implique aussi bien la promotion de la « personnalité artistique » et de la « créativité » que le rejet des normes esthétiques et des règles établies par la tradition ou la raison.

### L'opposition au classicisme
Le romantisme est communément perçu comme un mouvement anti-classiciste. Il est même d'usage courant d'opposer romantisme et classicisme comme deux expressions antithétiques de la création artistique. Or, l'opposition romantique au classicisme est une des conséquences de la conception profondément historique de l'art développée par les penseurs romantiques, conception qui trouve elle-même son fondement dans la définition philosophique et religieuse de l'art comme autoréalisation de l'Absolu dans l'histoire, et comme effacement de la division entre l'homme et le divin au cours du temps. Le dynamisme artistique est identifié dans cette perspective à un retour nostalgique de l'esprit dans le giron de la nature, et non plus à une sublimation de la nature par l'esprit. 
Le romantisme philosophique reprend en un sens esthétique la conception kantienne de l'infinitude de l'« Idée », introduisant du même coup la vision d'un monde infini dont le développement est esthétique, et qui ne se réalisera pleinement au terme de l'histoire que par la réintégration de toutes choses dans l'unité originelle. Cette conception historique de l'art, et plus encore de la nature, est entrée en contradiction avec la pensée classique qui s'était développée en France durant un siècle à partir du milieu du XVIIe siècle, et qui reposait sur l'idée qu'il existait des normes esthétiques immuables et des lois naturelles données une fois pour toutes par la volonté rationnelle de Dieu.

## Philosophie romantique de la nature

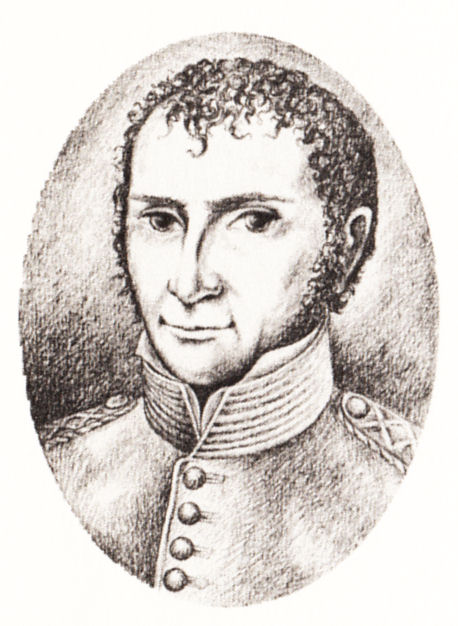
Physicien « romantique », Johann Wilhelm Ritter considérait la matière inerte comme une matière vivante demeurée à un stade inférieur d'évolution et régie comme elle par des phénomènes électriques fantastiques (appelés « galvaniques »).

### Une approche intuitive, qualitative et globale de la nature
La philosophie romantique de la nature, ou Naturphilosophie, est une étude de la nature à caractère à la fois poétique, religieux et scientifique, qui repose sur une approche intuitive de la réalité, et qui réhabilite les mythes et le symbolisme analogique. Friedrich Schelling est le premier à en fixer le concept, inspiré par le médecin et philosophe Carl A. Eschenmayer. Les naturalistes Heinrich Steffens, von Schubert, Lorenz Oken, Carl Gustav Carus, comptent parmi les grands représentants de ce mouvement, avec Goethe, qui trouva dans la lecture de ces auteurs une confirmation de ses propres réflexions. La nature leur apparaît à tous comme un texte qui ne peut être décrypté qu'à la lumière des correspondances, des analogies et des symboles.
C'est dans un contexte d'opposition aux représentations mécanistes et abstraites de la nature que la Natuphilosophie des savants romantiques s'est progressivement constituée au tournant des XVIIIe et XIXe siècles. Contrairement au matérialisme mécaniste et à l'empirisme « fragmentaire », la Naturphilosophie revalorise une vision globale, intuitive et qualitative de la nature. Elle est en quête d'une unité de la nature et de l'esprit, et d'une science totale : sciences, poésie et philosophie s'y trouvent donc le plus souvent associées. Le sentiment, l'imagination et l'intuition n'y sont pas séparés de la spéculation ou de ce que Schelling nomme « la construction de la nature ».
Dans son Dictionnaire philosophique (Philosophisches Wörterbuch) de 1934, le philosophe et naturaliste Heinrich Schmidt, membre éminent de la « ligue moniste allemande », définit ainsi la Naturphilosophie comme une tentative de compréhension générale de la nature, en négligeant cependant la dimension poétique et proprement romantique de son approche du monde :
« [Il s'agit de] l'ensemble des tentatives philosophiques d’interprétation et d'explication de la nature, que ce soit directement à partir de la vie de la nature, ou bien à l'aide des connaissances fondamentales des sciences de la nature, en vue d'une conception globale et d'une unification de l'ensemble de notre savoir de la nature […] »
Vers la fin du XIXe siècle, les théoriciens du monisme, tels que le philosophe Eduard von Hartmann ou le biologiste Ernst Haeckel, reprendront à la Naturphilosophie sa conception organiciste et dynamique de l'univers, ainsi que son projet d'intégration des diverses sciences au sein d'un savoir commun. Ces deux aspects de la Naturphilosophie se retrouveront également au XXe siècle dans différents courants de pensée associés au holisme.

### L'intégration des sciences

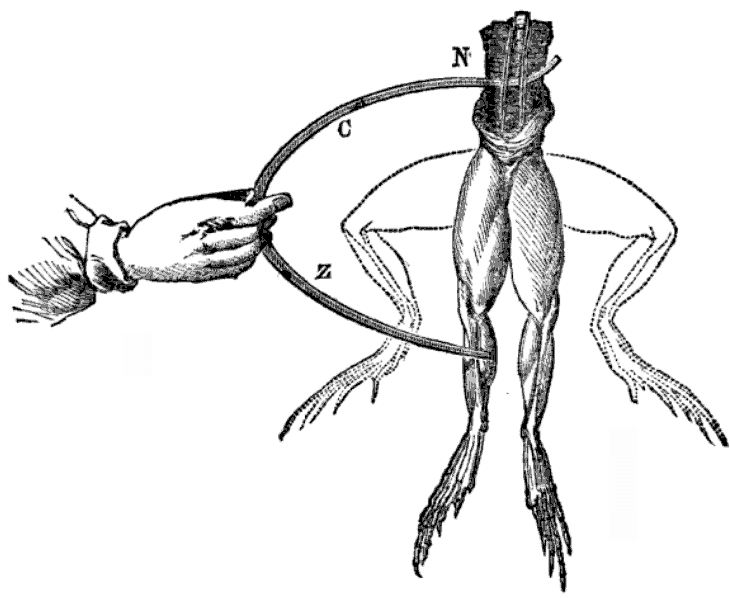
Du fait de leur formation scientifique, les naturalistes romantiques ont eu connaissance des récentes découvertes concernant l'« électricité animale », qui semblaient confirmer leur vision unitaire de la nature et de la vie.

Suivant une tradition remontant à Paracelse, philosophe et médecin de la Renaissance, les savants romantiques – médecins, chimistes, physiciens, géologues, ingénieurs – s'efforcent de trouver dans leurs expérimentations la confirmation de leurs intuitions. Le XVIIIe siècle avait déjà entrepris, et largement réalisé, une vaste description de l'univers, dans un contexte intellectuel marqué par le rationalisme et l'empirisme. Or, ce sont les découvertes mêmes de la science, dont certaines paraissaient prodigieuses (électricité, polarité magnétique, vie cellulaire, etc.), qui vont créer un véritable engouement romantique pour les sciences de la nature. S'appuyant sur la méthode « analogique » de comparaison et d'identification des structures communes entre les êtres, les philosophes romantiques de la nature iront même jusqu'à transposer dans le domaine psychologique les découvertes des sciences naturelles. 
C'est d'abord dans la nouvelle chimie que les « physiciens romantiques » pensent trouver la confirmation de l'unité fondamentale du monde qu'ils défendent. Bien que cette science se soit d'abord pliée aux interprétations d'un atomisme mécanique, et qu'elle se soit également affranchie de l'alchimie et des sciences ésotériques chères aux occultistes et aux  préromantiques (Saint-Martin, Hamann), la découverte de l'oxygène par Joseph Priestley leur semble démontrer qu'un même élément vital régit le monde organique et le monde inorganique. Principe actif de la combustion comme de la vie humaine, l'oxygène passe alors pour être le lien que les philosophes cherchaient entre ces deux mondes apparemment séparés.

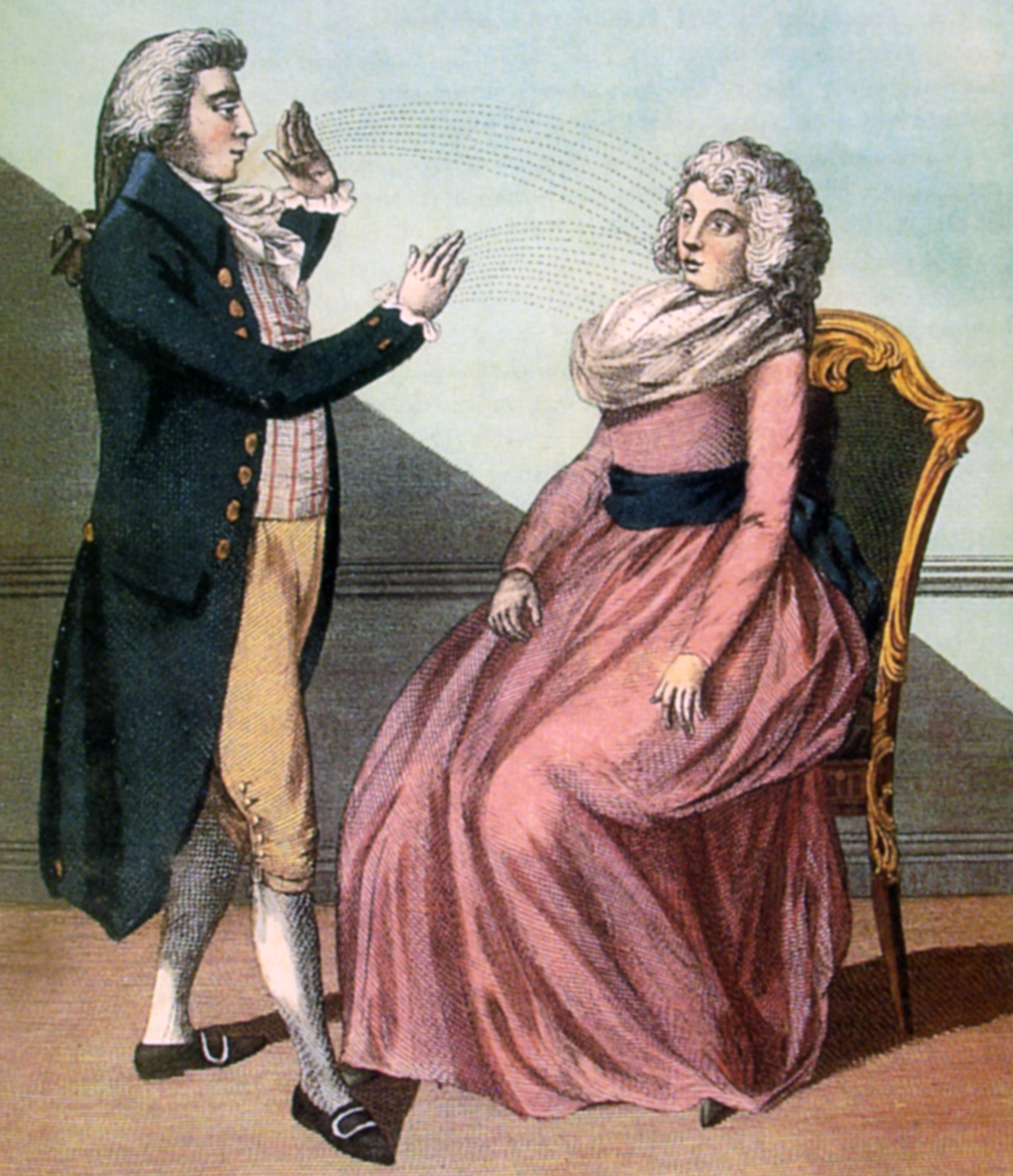
Le médecin allemand Franz-Anton Mesmer postula à la fin du XVIIIe siècle l'existence d'un fluide magnétique universel qui, chez les êtres vivants, prenait la forme du magnétisme animal, et dont on pouvait faire une utilisation thérapeutique.

En physique, ce sont les travaux de Luigi Galvani sur l'électricité et plus encore les expériences magnétiques de Franz-Anton Mesmer qui suscitent l'enthousiasme, au-delà même des cercles romantiques. Mesmer popularise la notion de magnétisme en l'utilisant à des fins prétendument thérapeutiques dans des cures magnétiques censées soigner certains déséquilibres mentaux. Les philosophes romantique de la nature interprètent ces phénomènes comme des preuves de l'existence d'une même force qui s'exerce aussi bien sur l'esprit que sur la matière, rendant possible l'explication de l'univers entier par un seul processus, partout identique.
En géologie, une querelle oppose deux interprétations romantiques de l'origine de la Terre : celle des « neptunistes » qui soutiennent l'origine marine des terres actuelles, et celle des « plutoniens » qui en défendent l'origine volcanique. Mais les neptunistes comme les plutoniens s'accordent sur la croyance à l'existence d'une même loi de formation qui préside à toutes les créations du monde terrestre. Le directeur de l'Académie de Freiberg, Abraham Gottlob Werner, qui a eu pour élèves les naturphilosophen Baader, Steffens, Novalis et von Schubert, enseignait même qu'« il devait exister un lien profond, quoique peu apparent, une analogie secrète, entre la science grammaticale du Verbe – cette minéralogie du langage – et la structure interne de la nature. »
Transposées dans les sciences médicales, y compris dans celles de « l'âme », les nouvelles données scientifiques permettent aux médecins et psychologues romantiques d'ébaucher des thérapeutiques souvent regardées aujourd'hui comme du charlatanisme. Pour eux, ce qui est vrai de la nature doit l'être de l'homme, puisqu'il n'y a pas seulement entre l'un et l'autre une relation étroite ou une simple ressemblance, mais une identité essentielle. Les analogies entre la structure de l'organisme humain et celle du cosmos se multiplient alors, et les médecins romantiques prétendent régler sur ces analogies l'application de nombreux remèdes. À l'occasion des « cures sympathiques », le vocabulaire des savants ésotériques et des mages de la Renaissance réapparaît même, accentuant encore l'incompréhension mutuelle entre les savants romantiques d'une part, et les représentants d'une science « positive » (empirique et rationnelle), d'autre part.

### L'analogie du tout et de sa partie
La philosophie de la nature se présente d'abord comme une étude de la vie qui s'appuie sur l'examen des ressemblances et des analogies. L'analogie du microcosme et du macrocosme n'y est pas une simple image de l'esprit, mais la manifestation objective de la présence du Tout en chaque chose : chaque partie d'un organisme est en effet semblable, dans sa structure interne, à l'organisme total. Le monde est ainsi interprété comme un organisme constitué lui-même d'organismes. L'ordre prétendument logique de la synecdoque (rapport réciproque de la partie et du tout) tend alors à remplacer dans la philosophie de la nature l'ordre métaphorique de la ressemblance, caractéristique du romantisme.

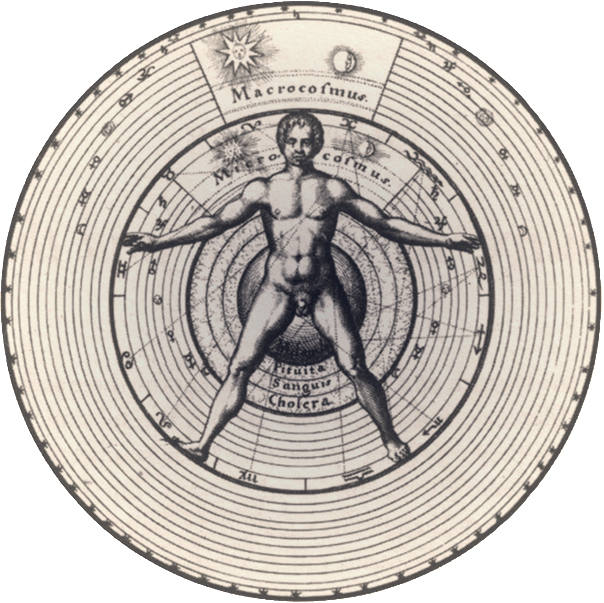
L'homme en tant que microcosme dans le macrocosme est un thème issu du néoplatonisme qui devient récurrent dans la philosophie romantique.

À cette première analogie qui s'appuie sur les correspondances entre structures s'ajoute celle des « rythmes de transformation ». Elle part d'une conception dynamique de la vie considérée comme un principe universel qui « se manifeste aussi bien dans les transformations du cosmos que dans la plus ténue des croissances organiques », comme l'affirme Carl Gustav Carus. Entre le Tout de la nature entière, et ses parties, il y a une relation analogique que manifestent les correspondances rythmiques entre l'univers et notre vie intérieure. Pour Carus, en particulier, le rythme des périodes qui caractérisent la vie des corps célestes à une échelle immense « se reflète dans l'existence des plus minimes atomes de notre propre vie intérieure. » La question de l'« élément primordial » dans l'ordre de la constitution du corps atteint ainsi celle de l'origine et de l'engendrement des formes. Les philosophes de la nature développent en ce sens toutes sortes de conceptions biologiques où la partie (feuille, anneau, vertèbre, vésicule, cellule, etc.) engendre le tout.
Plusieurs théories ou thèmes sont développés à partir de ces deux types d'analogies :
- la « théorie des analogues » chez Étienne Geoffroy Saint-Hilaire
- la « théorie de la récapitulation » chez Carl Friedrich Kielmeyer
- la thèse de la continuité morphologique sous les modifications de structure chez Goethe et Oken
- le concept d'ordre du monde reproduisant l'ordre du corps chez Schelling, Oken et Treviranus
- le thème de la ressemblance des segments organiques chez Moquin-Tandon, Dugès, Carus
- le thème de la ressemblance de la tête et de la fleur chez Johann Baptist von Spix
- la classification alternative du règne animal, chez Spix encore, en fonction de l'ordre de composition de l'organisme

Toutes ces conceptions conduisent à faire du « prototype » (physique ou biologique) un « archétype », à l'image de la « plante primordiale » (Urpflanze) de Goethe, plante ou animal prototype à partir duquel se réalisent, par modifications évolutives, tous les types biologiques ultérieurs. Le modèle de l'annélide comme répétition segmentaire d'un même élément premier a exercé ainsi sur l'ensemble des philosophes de la nature une attirance durable.

### L'unité primordiale et l'âme universelle

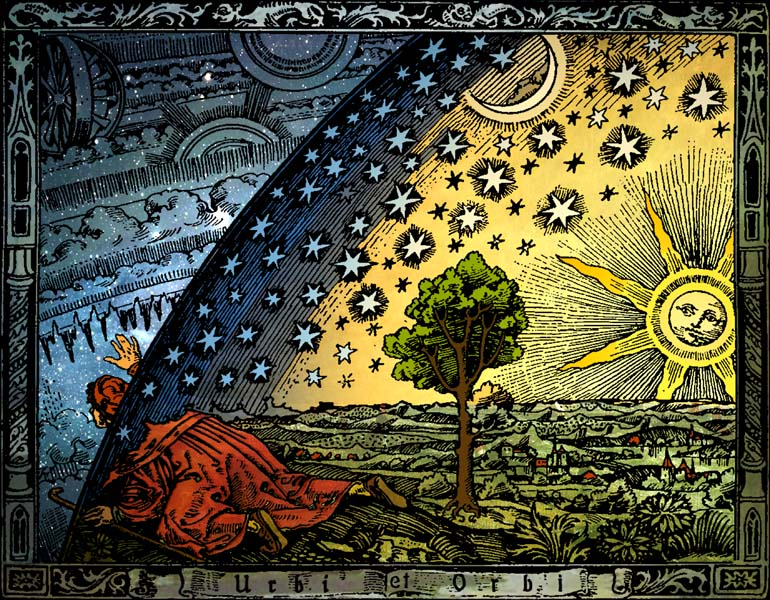
Illustration métaphorique d'un « au-delà » situé en dehors du monde sensible (Gravure sur bois de Flammarion).

La notion d'« animal-universel » développée au sein de la philosophie de la nature fait renaître l'idée néoplatonicienne d'une « âme du monde », ou « âme universelle », principe spirituel de toutes choses, dont les âmes individuelles sont des émanations ou des aspects. « L'âme universelle » désigne l'unité indivisible de la nature considérée sous son aspect producteur.  Cette âme est la source unique d'où émanent à la fois la réalité spirituelle et le cosmos, et où ces deux aspects de la réalité se confondent. Elle s'identifie en ce sens à l'unité primordiale du monde d'où sont venues toutes choses et dans laquelle toutes retourneront.
La philosophie de la nature s'oppose ainsi au dualisme de l'esprit et du corps. Il n'existe pour elle qu'une seule réalité : le principe vivant de l'âme universelle dont tout le reste est manifestation.  Puisque toute nature est animée par une même âme, il n'existe pas de matière inerte opposée à l'esprit. L'un et l'autre relèvent de la même unité essentielle. La pensée seule peut séparer, abstraitement et de façon artificielle, l'esprit du corps. Les philosophes de la nature refusent pour cette raison également tout dualisme entre un principe créateur (Dieu) et une nature créée ex nihilo (à partir du néant), autrement dit, l'idée de transcendance absolue. La nature n'est pas créée du dehors, par l'action d'une force transcendante, mais engendrée du dedans.
Les forces de la nature sont assimilées à l'activité inconsciente de cette âme qui devient consciente dans l'esprit humain. Carl Gustav Carus définit en ce sens l'Inconscient comme « l'expression subjective désignant ce qu'objectivement nous connaissons sous le nom de Nature. » Sous l'influence des découvertes sur le magnétisme, la nature est également identifiée à une force unique qui se nomme « sympathie », et qui permet de concevoir les processus psychiques sur le modèle « magnétique » de l'attraction et de la répulsion. Une forme de polarisation (au sens de polarité magnétique) est ainsi attribuée à tous les phénomènes vitaux au même titre qu'aux phénomènes physiques, et comme cette polarisation se répète indéfiniment, l'organisme en se développant ne fait que se répéter.

## Philosophie de l'Inconscient
La dimension « inconsciente » de l'esprit n'est pas inconnue au moment où les penseurs romantiques l'explorent. Elle joue chez Leibniz un rôle déterminant et, à sa suite, le philosophe préromantique Herder la décrit comme une région obscure et dangereuse de l'esprit, fermée à notre investigation consciente par « une sage mesure de la nature maternelle ». Mais c'est seulement avec les romantiques qu'elle prend une valeur de premier plan, et une signification équivalente à celle de Grund (« Fond originaire » de l'être).

### Les précurseurs: Ritter et Schubert

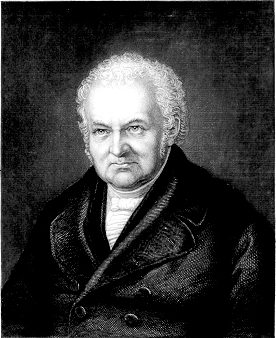
Gotthilf Heinrich von Schubert, auteur en 1814 de La symbolique du rêve.

À la frontière des sciences de la nature et des sciences de l'esprit émerge au sein du mouvement romantique une philosophie du rêve et de l'inconscient. Le domaine de l'inconscient et du rêve constitue en effet pour ce mouvement le socle commun des phénomènes psychiques humains et des phénomènes naturels du monde extérieur. L'inconscient est longuement exploré par plusieurs penseurs romantiques comme Ignaz Paul Vital Troxler, Gotthilf Heinrich von Schubert et Carl Gustav Carus. C'est toutefois Johann Wilhelm Ritter qui fait figure de précurseur, en soulignant l'importance des pensées, des images et même des écritures dictées par la pensée inconsciente, qu'il commence par appeler « conscience passive ». Ses conceptions s'inspirent des découvertes récentes faites sur le courant électrique et le magnétisme, qui sont censées attester à la fois de l'unité des forces et d'une relation duale entre le positif et le négatif. En 1807, dans une lettre adressée à Franz von Baader, autre penseur romantique, il déclare :
« Je crois avoir fait une découverte importante, celle de la conscience passive, de l'involontaire […] Chacun porte en lui son somnambule dont il est le magnétiseur »
Dans sa Symbolique des rêves, G. H. von Schubert n'est pas loin quant à lui d'anticiper l'interprétation freudienne du rêve comme satisfaction déguisée d'un désir que les contraintes de l'état de veille conduisent à refouler. Surmontant l'incohérence apparente des représentations psychiques lors du rêve, la manière la plus féconde d'interpréter les symboles oniriques repose selon lui sur l'hypothèse suivante : les plaisirs diurnes trop vifs d'une journée sont contredits la nuit par des rêves de peine et d'angoisse, et, inversement, les peines de la journée sont compensées par des rêves de plaisir. La théorie de Schubert sur le rêve s'inscrit dans une perspective propre à la philosophie de la nature, qui met l'accent sur la tension du diurne et du nocturne dans les phénomènes naturels. La dualité psychique entre rêve et veille n'est pour lui qu'un cas particulier de la dualité apparente entre le corps et l'esprit, entre l'« intérieur » et l'« extérieur » : 
 « Des deux visages de Janus de notre double nature, l'un semble toujours rire lorsque l'autre pleure, l'un paraît sommeiller et ne plus parler qu'en rêve quand l'autre pleure, l'un paraît sommeiller et ne plus parler qu'en rêve quand l'autre est le plus éveillé et parle haut […] Plus l'homme extérieur se laisse vivre avec une robuste énergie, et plus l'autre, impuissant, se retire dans le monde imagé des sentiments obscurs et des rêves ; mais plus l'homme intérieur se fait vigoureux et plus l'homme extérieur dépérit. »
Cette interprétation « bipolaire » de la relation entre rêve et éveil fait écho à la théorie du « magnétisme animal ». Celle-ci postule l'existence dans le monde de deux forces orientées en sens contraire dont l'équilibre psychique manifeste à la fois la tension et l'harmonie, harmonie que le trouble mental vient rompre. Les forces orientées vers l'extérieur seraient les forces conscientes de la veille et du jour, tandis que celles orientées vers l'intérieur seraient les forces inconscientes du sommeil et de la nuit, deux tendances contraires qui doivent s'équilibrer.

### L'Inconscient carusien

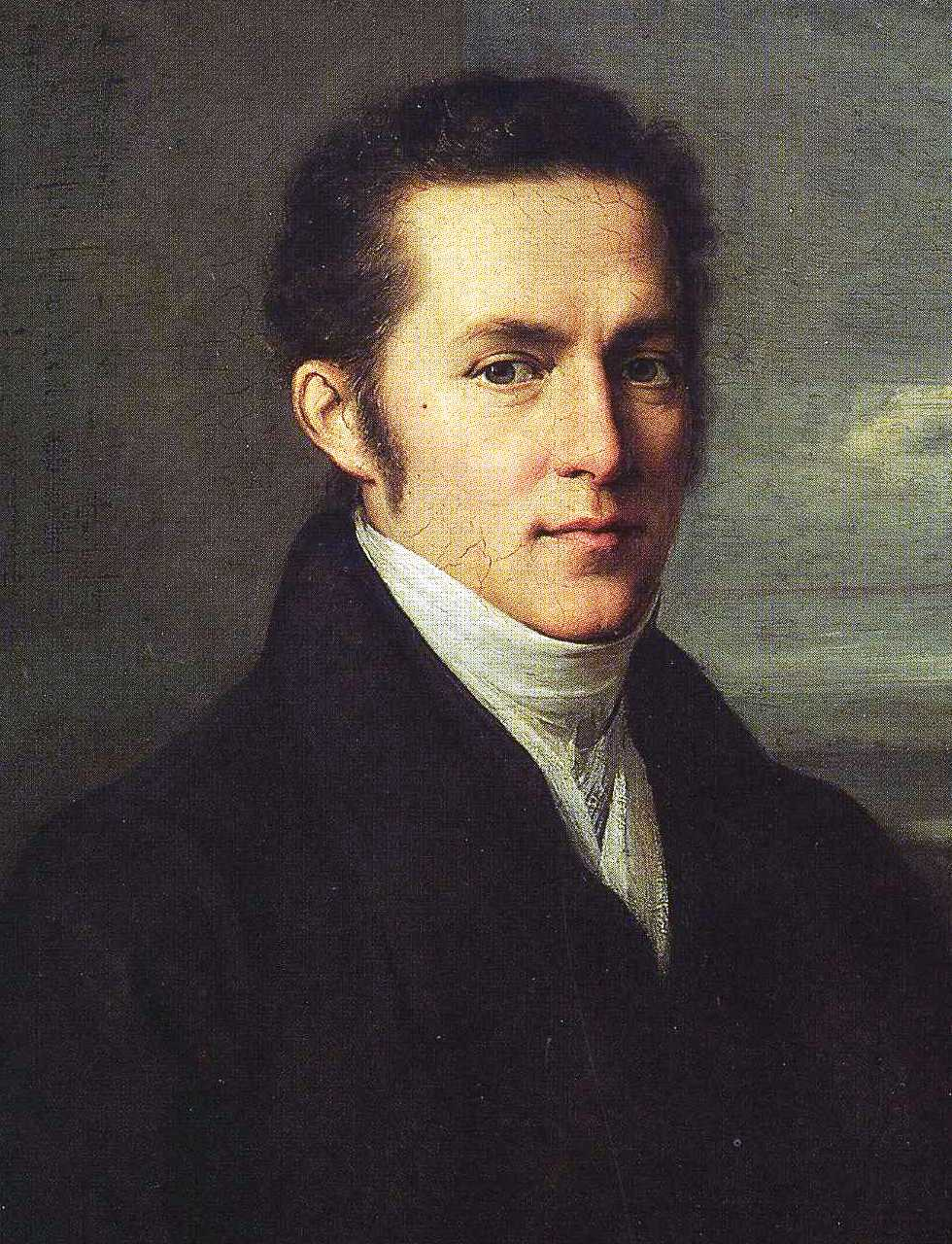
Carl Gustav Carus vers 1800, d'après Johann Carl Rössler. Il est le premier à avoir « théorisé » l'inconscient, dans les années 1840.

Carl Gustav Carus, peintre romantique et médecin, principalement connu dans le champ scientifique pour ses recherches sur la psychologie animale, est le premier théoricien de l'inconscient, qu'il nomme « Inconscient » (Unbewusste) et qu'il conçoit dans un cadre conceptuel romantique. En 1846, il publie un ouvrage intitulé Psyché qui constitue l'une des premières tentatives d'édification d'une théorie de la vie psychologique de l'inconscient, généralisée à tous les aspects de la vie psychique et organique. La notion d'organisme est au centre de sa philosophie, qu'il met en rapport avec sa notion de Dieu. Il entend partir, non pas des éléments dissociés par l'analyse, mais du tout organique, car l'unité totale seule existe d'après lui. Dans sa philosophie, l'inconscient reste en lui-même indéfinissable, mais on peut en induire certains de ses caractères en identifiant ses manifestations dans une âme parvenue à la conscience. 
Carus est amené en ce sens à distinguer l'« Inconscient absolu », dont les contenus sont et restent inaccessibles à la lumière de la conscience, et un « inconscient relatif », où se replongent les contenus de la conscience à la suite d'un oubli, d'une habitude prise ou au cours d'un exercice machinal (automatisme). D'après Carus, l'expérience montre que le passage à l'inconscient relatif de certains contenus conscients constitue une étape incontournable de l'éducation. L'Inconscient absolu, omniprésent dans la nature, porte quant à lui la préfiguration des formes essentielles de la conscience. Il est proprement inaccessible au « moi » ou à l'individu, mais une fois abattues les frontières individuelles du moi, l'être communique avec le grand Inconscient, source de toute vie, et « une relation plus vive avec l'ensemble de la nature » se produit alors. Le « pressentiment » et les rêves prophétiques s'expliquent ainsi par notre intime insertion dans la vie universelle, lorsque nous nous laissons affecter par notre sensibilité ou que nous sommes plongés dans le sommeil.

### L'Inconscient romantique et leGrund
Aux yeux des romantiques, l'Inconscient est la racine même de l'être humain, son point d'insertion dans le vaste processus du monde. Son existence est postulée à partir des deux idées suivantes :
1. L'âme humaine est le lieu de notre ressemblance et de notre contact avec l'organisme universel ;
2. L'âme consciente nous enferme dans notre individualité, car elle résulte de la séparation originelle.

Il doit donc exister une autre région de l'âme humaine que celle de la conscience, une région par où la prison de l'existence individuelle s'ouvre à la réalité. L' « Inconscient » désigne ce lieu à l'intérieur duquel seulement nous pouvons atteindre la réalité de l'univers. Ce que les facultés de notre être conscient – sens et raison – connaissent sous le nom de réalité objective, ne saurait être le Réel. C'est au contraire dans le silence de ces facultés, dans l'évanouissement de la raison et la cécité des sens, que nous pouvons approcher de la véritable connaissance, qui est un savoir inconscient, une intuition profonde du monde que l'inspiration esthétique ou mystique exalte.
L'Inconscient des romantiques s'identifie en ce sens au Grund, notion forgée par les mystiques médiévaux allemands comme Maître Eckhart et reprise par les romantiques de langue allemande pour désigner le « Fond » ou fondement imperceptible des choses. Bien qu'il ne constitue qu'une partie de notre être individuel (la partie inconsciente), le Grund est en nous ce qui communique avec le Tout, et où redescendent les images et les idées que nous oublions. C'est de là aussi que montent nos actes qui apparaissent à la conscience et que surgissent nos inspirations.

### Textes classiques (traductions françaises)

#### Philosophie générale
- Franz von Baader, in Eugène Susini (dir.), Lettres inédites de Franz von Baader, tome 1, Paris, Vrin, 1942 ; tome 2-3, Vienne, Herder, 1951 ; tome 4, Paris, PUF, 1967 ; « Nouvelles lettres inédites de Franz von Baader », Études germaniques, 24 (1969), p. 62-82.
- Georg Philipp Friedrich Freiherr von Hardenberg, dit Novalis, L'Encyclopédie – Notes et fragments (1798-1801), Paris, Minuit, 1968.
- Eduard de Hartmann, Phénoménologie de l'Inconscient (premier tome de la Philosophie de l'Inconscient), tr. fr. D. Nolen, Paris, librairie Germer Baillère et Cie, 1877 : texte en ligne ; Métaphysique de l'Inconscient (second tome de la Philosophie de l'Inconscient), tr. fr. D. Nolen, Paris, librairie Germer Baillère et Cie, 1877 : texte en ligne.
- Johann Gottfried von Herder, Une autre philosophie de l'histoire (1774), traduit de l'allemand par M. Rouché, Paris, Aubier-Montaigne, 1943 ; Idées sur la philosophie de l'histoire de l'humanité (1791), tr. fr. E. Quinet, Paris, Presses-Pocket, 1991.
- Wilhelm von Humboldt, La tâche de l'historien (1821), Lille, PUF de Lille, 1985.
- Friedrich Schelling, Le plus ancien programme de l'idéalisme allemand (Das älteste Systemprogramm des deutschen Idealismus, oct. 1795 ?), coécrit avec Hölderlin, ou rédigé par Hegel, découvert en 1917 par Rosenzweig : texte en ligne ; Essais, Paris, Aubier, 1946 ; Œuvres  métaphysiques (1805-1821), Paris, Gallimard, 1980.

#### Naturphilosophie
- Jacques-François de Chastenet de Puységur, Recherches, expériences et observations physiologiques sur l'homme dans l'état du somnambulisme naturel, et dans le somnambulisme provoqué par l'acte magnétique, Paris, J.-G. Dentu, 1811.
- Johann Wolfgang von Goethe, La métamorphose des plantes, et autres récits botaniques (1790), Paris, Triades, 2013 ; Traité des couleurs (1808-1823), tr. fr. Henriette Bideau, Paris, Triades, 1973, 1975 ; 2e édition augmentée (accompagnée de trois essais théoriques de Goethe) : 1980 ; 3e édition revue : 1983, 1986.
- Lorenz Okenfuss, dit Oken, La génération (1805), traduction et commentaire par Stéphane Schmitt, Paris, Honoré Champion, 2017.
- Johann Christian Reil, Rhapsodies sur l'emploi d'une méthode de cure psychique dans les dérangements de l'esprit (1803), traduction française par Marc Géraud, Champ social, 2006.
- Johann Wilhelm Ritter, Fragments posthumes tirés des papiers d'un jeune physicien (1810), traduit de l'allemand par Claude Maillard, Premières Pierres, 2001.
- Friedrich Schelling, Idées pour une philosophie de la nature (1797), Extraits, Paris, Ellipses, 2000 (Premier essai de « philosophie de la nature. ») ; De l'Âme du monde (1798), Paris, Rue d'Ulm, 2007 (livre fondateur de la philosophie de la nature) ; Introduction à l'Esquisse d'un système de philosophie de la nature (1799), Paris, Livre de Poche, 2001.
- Gotthilf Heinrich von Schubert, La symbolique du rêve (1814), Paris, Albin Michel, 1982.